# 윌리엄 허셜
프레더릭 윌리엄 허셜(독일어: Frederick William Herschel, 1738년 11월 15일~1822년 8월 25일)은 독일에서 태어난 천문학자, 수학자이자 작곡가이다. 하노버에서 태어났으며, 19세에 영국으로 이민을 가기 전까지 아버지를 따라 하노버의 군악대에서 지냈다. 그 후, 음악이론에 심취해서 영국에서 저명한 음악가가 되었으며, 24개의 교향곡, 7개의 바이올린 협주곡 등 수백 곡을 작곡하기도 하였다. 30대 중반 이후에는 천문학에 매진했는데, 그는 천왕성과 그 위성인 티타니아와 오베론을 발견했고, 후에 토성의 두 위성인 미마스와 엔셀라두스를 발견하는 등 천문학에서 수많은 업적들을 남겼다. 1785년, '무한한 우주는 별의 집단인 은하들이 수없이 많이 모여 이루어진다'는 우주의 기원에 관한 이론인 우주 생성론(cosmogony)을 정립했고, 아직도 이 틀은 유지되고 있다. 이외에도 적외선을 발견하고, 현미경을 이용해 산호가 동물의 특징을 지닌다는 것을 알아내는 등 다양한 분야에서 활동했다.

## 어린 시절과 음악활동
허셜은 1738년 독일 하노버에서 태어났는데 10명의 남매들 중 하나였다. 그의 아버지는 하노버 군악단에서 오보에 연주자로 활동하고 있었다. 1755년에 허셜과 그의 형인 제이콥이 오보에 연주자로 함께 있던 하노버 경비 연대가 잉글랜드로 발령받았는데, 이 때 대영제국과 하노버는 모두 조지 2세의 통치를 받게 되었다. 프랑스와 전쟁이 일어날 조짐이 보이자 하노버 경비 연대는 잉글랜드에서 소환되어 하노버를 지키게 되었는데 하스텐벡 전투에서 패배하였다. 허셜의 아버지 이삭은 1757년 말에 잉글랜드로 그의 두 아들을 보내어 피난처를 찾도록 하였다. 그의 형인 제이콥은 하노버 군단에서 전역이 되었고, 반면에 허셜은 탈영으로 기소되었지만 그 후 조지 3세에 의하여 1782년 사면받았다. 이 때 19살이었던 허셜은 영어를 잘하는 학생이었고, 잉글랜드에서 그의 영어 이름을 프레더릭 윌리엄 허셜(Frederick William Herschel)이라 지었다. 오보에 뿐만 아니라, 그는 첼로와 하프시코드, 그리고 나중에는 오르간까지 연주할 수 있었다. 그는 교회 음악 뿐 아니라 24개의 교향곡과 많은 협주곡들을 포함해서 수많은 곡을 작곡했다. 

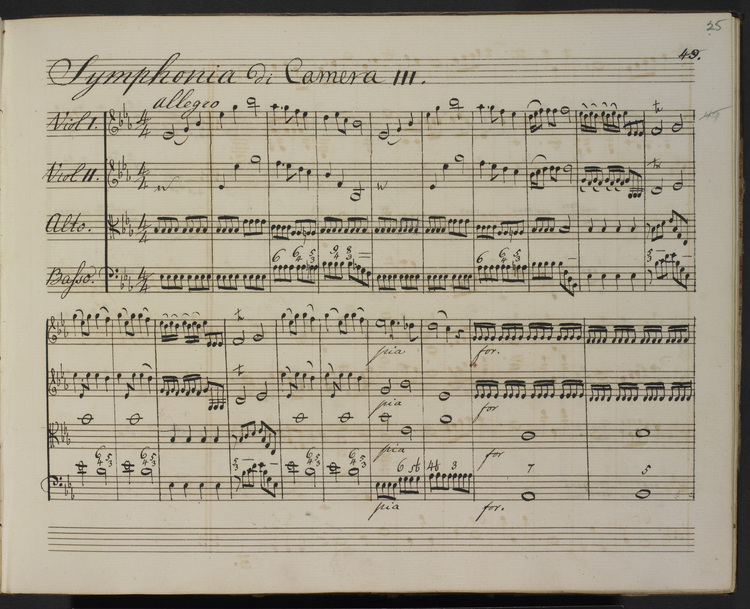
E장조 교향곡 15번의 원문(1762).

 허셜은 찰스 에비슨(Charles Avison)이 1761년에 그를 뉴캐슬 오케스트라의 제 1바이올린 솔리스트로 영입할 때 선덜랜드로 이주했다. 또한, 그는 더럼주에서 1761년 4월 20일에 교향곡 8번 C단조를 쓰기도 했으며, 1760년부터 1761년까지 더럼 군단의 리더였다. 뉴캐슬에서의 시절 이후에, 그는 리즈(Leeds)와 핼리팩스(Halifax)로 이주하였는데 그는 이곳의 성 요한 침례 교회(St John the Baptist, 현재의 Halifax Minster)에서 제1 오르간 연주자이었다. 1766년에 옥타곤 예배당의 오르간 연주자가 되었는데, 1767년 1월 1일에 그의 콘서트를 열었다. 오르간이 아직 완성이 안됐기 때문에, 그는 바이올린 협주곡, 오보에 협주곡, 그리고 하프시코드 소나타 등을 포함한 그 자신의 곡들을 연주하면서 그의 다재다능함을 뽐냈다. 오르간은 1767년 10월에 완성되었다.

## 천문학

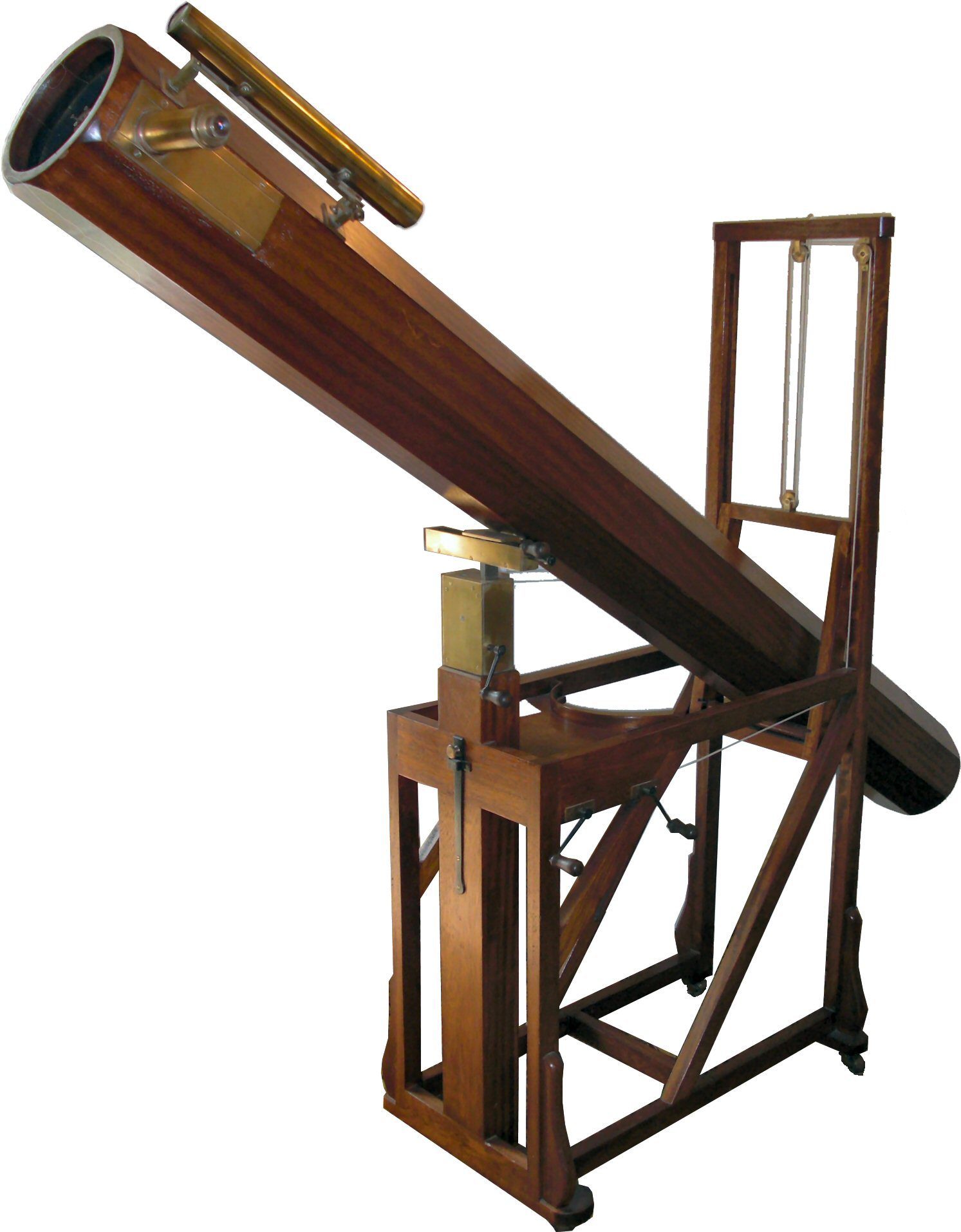
바스의 윌리엄 허셜 박물관에 있는 것으로, 허셜이 천왕성을 발견할 때 사용한 망원경과 비슷한 복제품

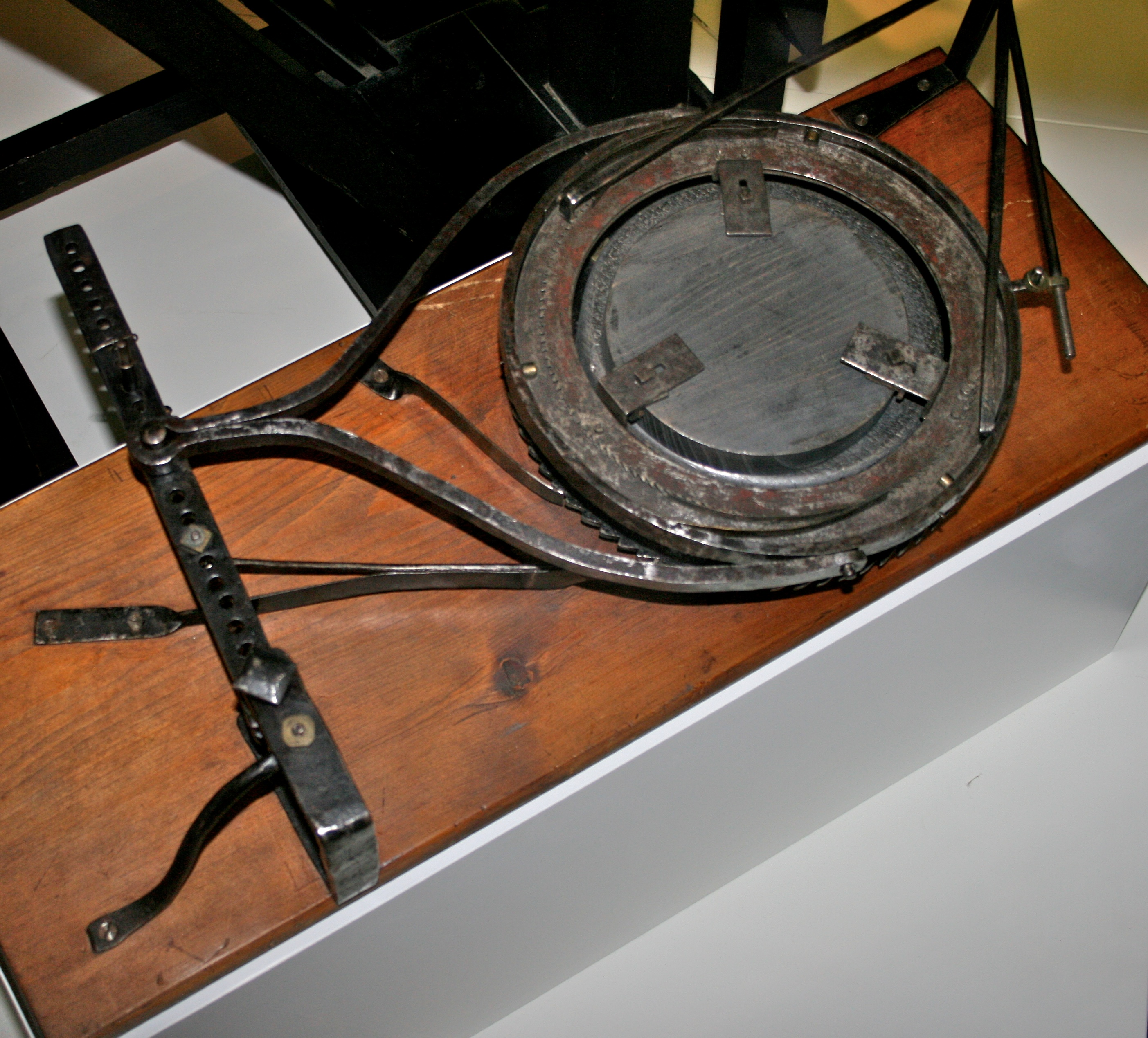
런던 과학 박물관에 전시되어 있는 허설의 거울 닦는 도구

허셜의 음악활동은 그를 수학과 렌즈에 대한 흥미를 가지게 만들었다. 그의 천문학에 대한 관심은 영국 왕립 천문학자인 네빌 마스켈린(Nevil Maskelyne)을 만난 이후부터 커져갔다. 그는 자신만의 반사 망원경을 만들기 시작했고, 하루에 16시간 이상을 청동 주경을 깎고 닦는데 몰두했다. 그는 1773년 3월에 행성들과 별들을 보기 시작했고, 1774년 3월 1일에는 토성고리와 오리온 대성운(M 42)의 관찰한 것을 기록한 것으로 천문학 논문을 쓰기 시작했다.

### 쌍성
허셜의 초기 관측은 눈으로 보기에 매우 가까이 있는 쌍성을 찾는 데에 집중했다. 그 시대의 천문학자들은 쌍성에 대하여, 그 외견상의 이격 거리와 상대적 위치 변화의 시간에 따른 변화를 이용하면, 쌍성의 고유 이동에 대한 증거와, 이격 거리에 대한 시차 이동에 의하여 지구로부터의 거리에 대한 증거가 모두 제시될 수 있을 것으로 기대했다. 후자는 갈릴레오 갈릴레이에 의하여 최초로 제안된 방법이다. 뉴 킹스가에 있는 그의 집 뒤뜰에서 허셜은 6.2인치(160mm)의 구경(口徑)과 7피트(2.1m)의 초점거리를 가진 뉴턴식 망원경으로 1779년 10월에 그때까지 알려진 "천상의 모든 별" 중에 이러한 별이 있는지 체계적으로 찾기 시작하였으며 새롭게 발견된 쌍성들을 1792년까지 정리하였다. 그는 곧 예상했던 것보다 많은 쌍성과 다중성(multiple stars)들을 발견했고, 이들의 상대적인 위치를 정밀하게 측정하면서 2개의 카탈로그로 편집하여 1782년(269개 시스템)과 1784년(434개 시스템)에 런던 왕립 학회에 제출하였다. 1783년 이후 새롭게 발견된 것들로 이루어진 세 번째 카탈로그(145개 시스템)는 1821년에 출판되었다. 1797년에 허셜은 그 많은 시스템들을 다시 측정했고, 지구의 궤도로 인한 시차로부터 기인하지 않을 수 있는 상대적 위치의 변화들을 발견했다. 그는 그 두 개의 별들이 상호적인 중력 인력하에서 공전하는 '쌍성계'라는 가정을 발표하기 위해서 1802년까지 기다렸고, 1803년에 《상호 연관에 기인하는 쌍성계에 대한 최근 25년의 변화 개수》(Account of the Changes that have happened, during the last Twenty-five Years, in the relative Situation of Double-stars; with an Investigation of the Cause to which they are owing)를 출간하였다. 그는 총 800개 이상의 확인된 쌍성, 다중성 계를 발견했고, 그것들 중 거의 모두는 시각적인 쌍성들이 아니라 물리적인 쌍성들이었다. 그의 이론적, 관측적 업적들은 현대 이중성 천문학의 기초를 마련했다.

### 천왕성
1781년 3월, 쌍성에 대한 연구를 하고 있을 때, 허셜은 원반으로 보이는 물체를 발견했다. 허셜은 처음에 그것이 혜성이나 항성일 것이라고 생각했다. 그는 그 천체에 대해 더 많은 관찰을 하였고, 러시아의 학술위원인 앤더스 렉셀(Anders Lexell)에 의해 궤도가 계산된 후 그것이 행성일 가능성을 발견했다. 허셜은 그 물체가 토성 너머의 행성일 것이 틀림없다고 생각했다. 그는 그가 발견한 새로운 행성을, 그에게 호의를 가져왔지만 그다지 마음에 들지는 않았던 조지 3세의 이름을 따서 "조지 별(Georgium sidus)"로 지었다. 그러나 되도록이면 영국 왕에 대해 언급하지 않으려는 프랑스에서는, "천왕성"라는 국제적인 이름이 생기기 전까지 이 별은 '허셜'로 알려져 있었다. 같은 해에 허셜은 코플리 메달을 수여받았고, 왕립 학회의 일원으로 선출되었다. 1782년에 그는 "왕의 직속 천문학자(The King’s Astronomer)"라는 칭호를 받았다. 그와 그의 여동생인 캐롤라인 허셜은 1782년 8월 1일에 대칫(Datchet)으로 나중에 이사를 하였다. 그는 계속 망원경을 만드는 일을 하였고, 국제적인 명성을 얻게 되어 영국과 유럽대륙의 천문학자들에게 60개 이상의 반사경을 판매할 수 있었다.

### 천문학 연구

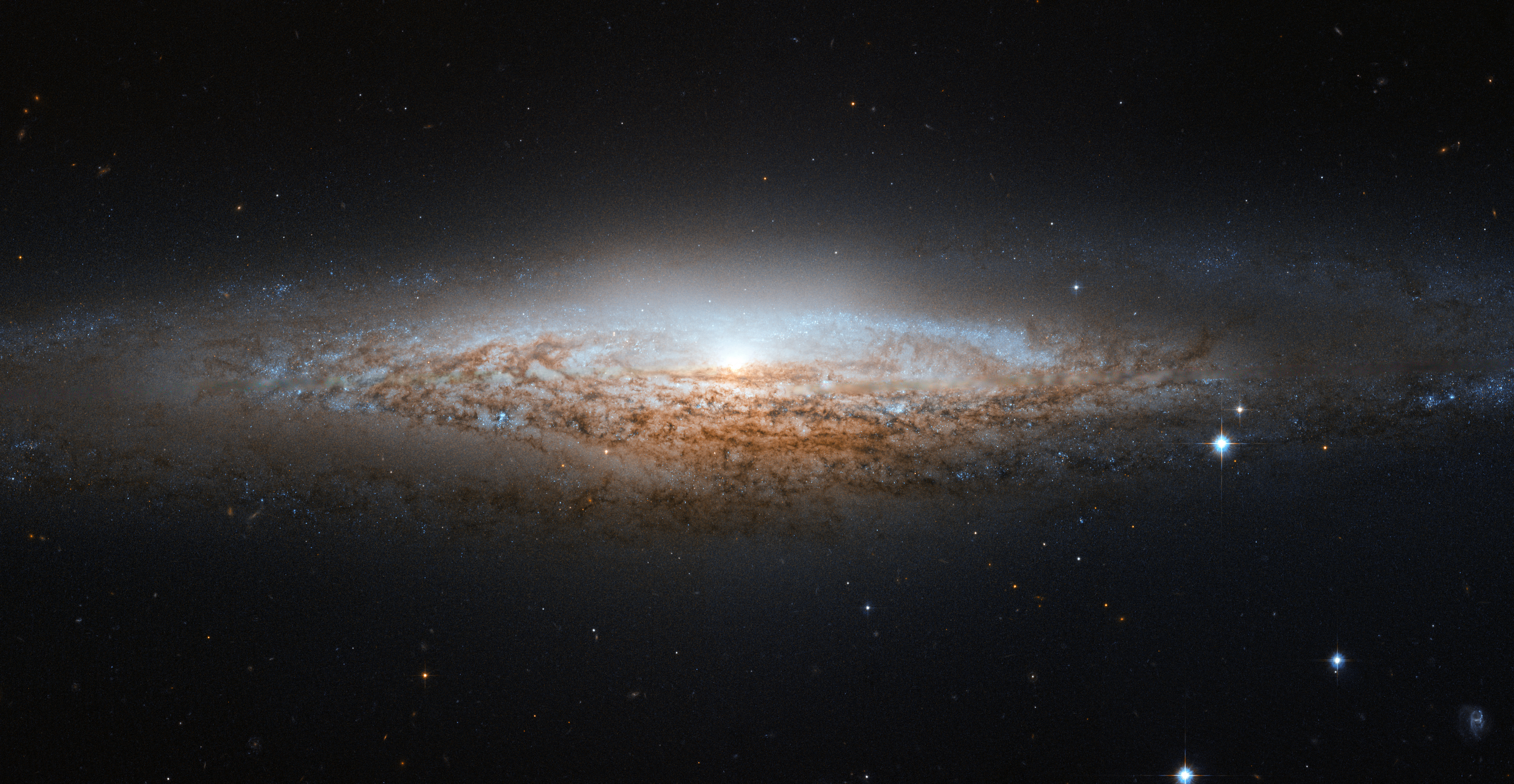
NGC 2683

1782년부터 1802년까지 중, 집중적으로 1783년부터 1790년까지 허셜은 2개의 610cm의 초점거리와, 구경 30cm와 47cm의 망원경으로 심원천체와 비항성 천체에 관한 체계적인 조사를 하였다. 복제됐거나 '잃어버린' 항목을 제외하여 허셜은 2400개가 넘는 천체를 발견했는데 그는 이들을 성운으로 규정했는데, 당시 성운은 에드윈 허블이 은하를 은하계 밖의 천체라고 정의하기 전까지는, 우리 은하 너머의 천체들을 포함하여 시각적으로 널리 퍼지거나 분산되어 있는 천체를 가리키는 일반적인 용어이었다. 허셜은 그의 발견들을 아래의 3개의 목록으로 나누어 출판했다.
- 《Catalogue of One Thousand New Nebulae and Clusters of Stars》 (1786)
- 《Catalogue of a Second Thousand New Nebulae and Clusters of Stars》 (1789)
- 《Catalogue of 500 New Nebulae》 (1802)

그리고 그는 자신이 발견한 것들을 아래와 같은 여덟 개의 항목으로 분류했다.
(I) bright nebulae, (II) faint nebulae, (III) very faint nebulae, (IV) planetary nebulae, (V) very large nebulae, (VI) very compressed and rich clusters of stars, (VII) compressed clusters of small and large [faint and bright] stars, 및 (VIII) coarsely scattered clusters of stars.

허셜이 발견한 것들은 캐롤라인 허셜과 그의 아들 존 허셜에 의해 더 보충되었고, 그것은 그의 아들에 의해 《General Catalogue of Nebulae and Clusters》로 출판되었다. 이 항목은 나중에 존 드레이어(Jogn Dreyer)에 의해 편집되었는데, 많은 다른 19세기의 천문학자들이 발견한 사실들까지 보충되어 1888년에 《New General Catalogue》로 출판되었다. 이 NGC 방식은 아직까지도 천체의 주요 지형지물을 분류하는데 가장 많이 쓰이는 방식이다.

### 여동생 캐롤라인 허셜과의 연구
1783년에 그는 그의 여동생 캐롤라인에게 망원경을 주었는데, 그녀는 주로 혜성을 중심으로 독자적인 천문학적 발견을 하기 시작했다. 그녀는 8개의 혜성, 11개의 성운을 발견했고, 오빠의 제안에 의해 항성의 위치를 구체화하고 있는 플램스티드(Flamsteed)의 업적을 수정, 보완했다. 이 작업은 《Catalogue of Stars taken from Mr Flamsteed's observations》로 출판되었다. 그녀는 이 작업 덕분에 왕립 천문학 학회로부터 명예 훈장을 받았다. 또, 그녀는 그녀의 오빠의 옆에서 오빠가 망원경을 통해 관찰하고 있을 때 필기를 하며 계속 오빠의 조수 역할을 하였다.
1785년 6월에, 습한 환경 때문에 그와 캐롤라인은 올드 윈저의 클레이홀로 이사하였다. 1786년에 그들은 슬로우의 윈저 로드에 있는 새로운 주택으로 이사했다. 그는 죽기 전까지 계속 그 주택에서 살았는데, 이곳은 나중에 〈오브저버토리 하우스〉(Observatory House)로 알려지게 되었다. 이 건물은 1963년에 철거되었다. 그는 1788년 5월 7일, 과부 매리 핏과 성 로렌스 교회에서 결혼했다. 결혼 후 그와 여동생은 따로 생활했지만, 캐롤라인은 계속해서 그의 조수 역할을 해 주었다.

### 허셜의 망원경들

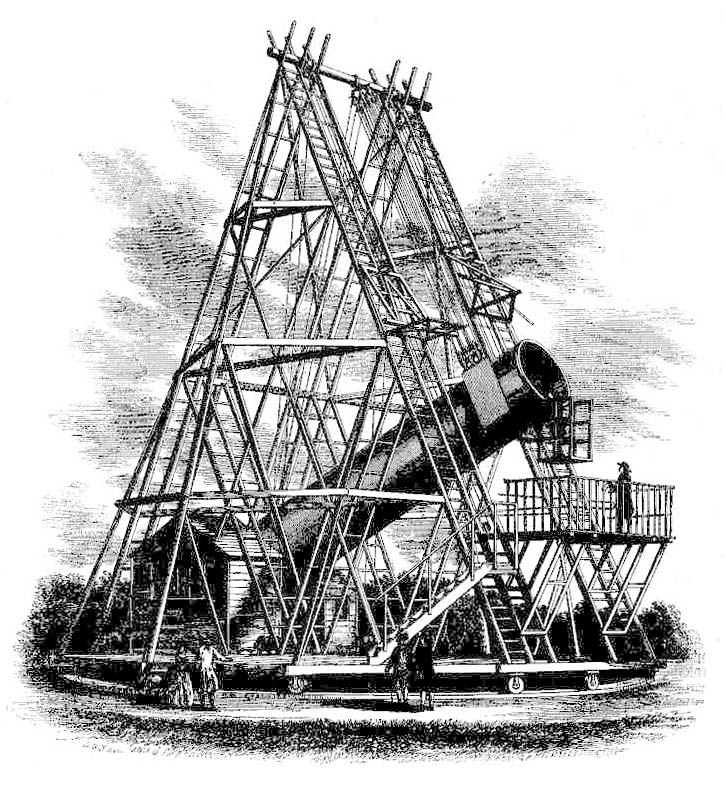
40피트 망원경

윌리엄 허셜은 약 400개 이상의 망원경을 만들었는데 그 중 가장 크고 유명한 반사 망원경은 1.26m의 직경을 가진 거울과 12m의 초점거리를 가졌다. 당시에 스페큘럼 메탈(speculum metal)을 사용한 반사경은 열악한 반사율을 가지고 있었기 때문에, 허셜은 기존의 뉴턴식 반사 망원경에서 사선으로 놓인 작은 반사경을 제거하고, 대신 직접 디자인한 방식인 주경(primary mirror)을 기울여서 상을 직접적으로 관찰할 수 있도록 하였다. 이러한 허셜의 망원경 디자인은 후에 허셜식 망원경으로 불리게 되었다. 1789년 8월 28일은 허셜이 자신이 만든 망원경으로 관측을 시도한 첫날밤이었다. 그 밤에 허셜은 토성의 새 위성을 발견하였다. 그리고 한 달 뒤, 허셜은 토성의 두 번째 위성도 발견하였다. 40피트 망원경은 굉장히 무겁고 성능 좋은 망원경이었으나, 대부분의 허셜의 연구는 다른 18인치 망원경에 의해 이루어졌다. 허셜은 망원경의 개구부(aperture)가 채워지지 않을 수록 더 높은 각도 분해능을 갖는데 도움이 된다는 사실을 발견했는데, 이것은 후에 천문학에서 간섭 측정을 통해 상을 얻는 기술의 중요한 밑바탕이 되었는데, 이는 특히 개구 차폐 간섭법(Aperture Masking Interferometry)와 초거대망원경(Hypertelescope)과 관련되어 있다.

### 그 외의 발견
그 후, 허셜은 토성의 두 위성인 미마스와 엔켈라두스를 발견하였고, 천왕성의 두 위성인 티타니아와 오베론을 발견하였다. 그런데 이 위성들의 이름을 지은 것은 허셜이 아니었다. 이 위성들은 허셜이 사망한 후에 아들 존에 의해 1847년에서 1852년 사이 즈음에 명명되었다.
최근에, 스튜어트 이브스(Stuart Eves) 박사는 허셜이 천왕성의 고리를 발견했다는 증거를 발견하기도 했다.
허셜은 화성의 자전축 기울기를 측정하였고, 지오반니 도메니코 카시니(1666)와 크리스티안 하위헌스(1672)에 의해 발견된 화성 양극에 덮인 얼음이 계절에 따라 변한다는 것을 발견하였다.
별의 고유운동을 연구하는 중에, 허셜은 태양계 자체가 우주에서 이동하고 있다는 사실을 처음으로 인지했으며 그 이동의 대략적인 방향을 알아냈다. 그는 은하수의 구조에 대해 연구하여, 디스크와 같은 형태라고 결론지었다.
1802년, 하인리히 올베르스(Heinrich Olbers)가 3월에 두 번째 소행성 팔라스를 발견한 직후, 허셜은 별과 같다는 의미의 "asteroid"(소행성)이라는 단어(이는 asteroeides라는 그리스어에서 유래하였는데, 여기서 aster는 “별”, -eidos는 “형태, 모양”을 뜻함)를 만들어서,  별과 같이 보이는 거대 행성의 위성들과 소행성을 표현하는 데 사용하였다. 그러나 1850년, "asteroid"는 특정 소행성들을 표현하는 데에만 쓰이게 되었다.
허셜은 태양 활동과 지구의 기후에 관해 연관성을 찾으려고 노력하던 중에, 당시 직접적인 측정법이 없었기 때문에 곡물인 밀의 가격에 대한 기록들을 수집하였다. 그는 밀의 가격은 곡물의 수확과 관련이 있고, 그것은 그 해의 날씨와 관련이 있다고 생각하였다. 이러한 허셜의 시도는 밀의 가격 기록 외에 태양 활동에 대한 관측 자료가 충분하지 못해서 성공하지 못했으나, 이러한 관찰 기술은 후대의 발견에 큰 도움이 되었다.
허셜은 지대하고 중요한 과학적 발견에도 불구하고 직관적으로 추측하는 행위를 싫어하지 않았다. 특히 그는 모든 행성과 태양에 생명체가 산다고 믿었다. 그는 태양의 뜨거운 대기로부터 보호받는 고체의 표면이 태양에 있다고 믿었고, 그 위의 생명체들은 괴상한 환경에 적응하여 엄청나게 큰 머리를 가지고 있다고 믿었다. 그가 그들의 머리가 클 것이라고 생각한 이유는 그가 계산에 의해 그러한 환경에서 보통 크기의 머리는 분명히 터질 것이라고 믿었기 때문이었다. 그가 태양에 생명체가 존재할 것이라고 믿게 된 근본적인 이유는 태양의 흑점들이 움직이는 것을 관찰하였기 때문이었다.

## 햇빛 안의 적외선의 발견
1800년 2월 11일에 허셜은 여러 가지 필터로 해의 흑점들을 관찰하는 실험을 하였는데, 빨간색 필터를 쓸 때 허셜은 많은 양의 열이 발생했다는 것을 볼 수 있었다. 또, 허셜은 햇빛을 프리즘에 통과시켜 가시광선의 빨간색 바로 바깥 부분을 온도계로 재서, 햇빛에서 적외선이 있다는 것을 발견했다. 온도계는 사실 실험할 당시 방의 기온을 재는데 쓰려던 것이었다. 허셜은 온도계가 가시광선의 온도보다 1도 더 높은 온도를 표시했던 것에 놀라워했다. 후에 실험을 통해 허셜은 가시광선 말고도 어떤 보이지 않는 빛이 있다는 결론을 내렸다.

## 생물
허셜은 현미경을 이용해서 식물이면 가지고 있어야 하는 세포벽이 없다는 근거로, 그 당시 식물로 알려진 산호가 식물이 아닌 동물이라는 것을 알아냈다.

## 가족과 죽음
윌리엄 허셜과 그의 부인 메리에게는 존이라는 아들이 있었다. 존은 1792년 3월 7일에 오브저버토리 하우스에서 태어났다. 허셜은 1813년에 스웨덴 왕립 과학 학회의 외국 회원으로 뽑혔다. 1816년에는 섭정왕태자(Prince Regent)가 허셜에게 〈Knight of the Royal Geulphic Order〉이라는 기사작위를 내렸다. 그렇게 그는 'Sir'이라는 경칭을 갖게 되었다. 1820년에는 런던 천문 학회를 설립하는데 도움을 주어, 1831년에는 왕실 칙허장을 받아 왕립 천문 학회의 일원이 되었다.
1822년 8월 25일에 허셜은 슬라우 시, 윈저로드의 오브저버토리 하우스에서 죽었는데, 현재 그는 성 로렌스 교회에 묻혀 있다. 그의 아들 존 허셜도 유명한 천문학자가 되었다. 윌리엄의 형제 중 알렉산더 허셜은 영국으로 이민을 가서 그의 여동생 캐롤라인과 조카 존과 가까운 곳에 살았다. 캐롤라인은 그의 형제가 죽고 독일 하노버로 다시 돌아왔는데 1848년 1월 9일에 죽었다.
윌리엄 허셜의 집은 현재 허셜 천문학 박물관으로 바뀌어 보존되어 있다.

## 기념물
허셜은 일생의 대부분을 고향 슬라우에서 지냈으며, 이 곳의 세인트 로렌스 교회의 탑 밑에 묻혔다. 허셜은 지금까지도 마을에서 많은 존경을 받고 있으며, 마을에는 허셜을 기리는 기념물들이 있다. 2011년에는 마을의 중심에 새로운 버스 역을 만들었는데, 이 버스 역의 디자인은 허셜의 적외선 실험에서 비롯되었다고 한다. 마을의 백화점인 '디 오브저버토리'도 그를 기리기 위한 것 중 하나이다.

### 허셜의 이름을 딴 것들
- 천왕성을 나타내는 기호는 허셜의 성의 첫 문자(H)를 나타낸다.
- 세페우스자리 뮤(Mu Cephei)는 “허셜의 석류석별”이라고도 불린다.
- 달의 충돌구 중 하나는 허셜이라는 이름을 가졌다.
- 허셜은 화성의 거대한 충돌구이다.
- 토성의 달 미마스의 거대 충돌구 중 하나가 허셜이다.
- 소행성 2000 허셜
- 라팔마섬의 윌리엄 허셜 망원경 (en:William Herschel Telescope)
- 허셜우주망원경 (en:Herschel Space Observatory) – 같은 종류의 우주 망원경 중에는 가장 크다
- 슬라우의 허셜 공원과 허셜 학교(Herschel Grammar School), New Slough Bus Station
- Rue Herschel, 파리의 6th Arrondissement의 거리다
- 바스 시, 바스 칼리지에는 허셜 빌딩이 있다.
- 허셜 천문 박물관 - 허셜의 생가.
- 뉴캐슬 대학교의 허셜 빌딩
- 브라질, 산토스, Universitas School의 허셜 관측소
- 독일의 문법 학교인 허셜슐레(Herschelschule)
- 캐나다의 허셜 마을

## 참조
- § Holmes, Richard. The Age of Wonder : The Romantic Generationand the Discovery of the Beauty and Terror of Science (2009) ISBN 978-1-4000-3187-0
- § "William Herschel" by Michael Hoskin. New dictionary of Scientific Biography Scribners,2008.v.3,pp. 289–291.
- § Holden, Edward S. (1881). Sir William Herschel His Life and Works.New York:Charles Scribner's Sons.
- § Mullaney, James (2007). The Herschel objects and how to observe them.p. 10. ISBN 978-0-387-68124-5.Retrieved5June2011.
- § Biography: JRASC 74 (1980)134